# Robežnik
Robežnik je priimek več znanih Slovencev:
- Jože Robežnik - komik in TV-voditelj
- Jure Robežnik (1933 - 2022), skladatelj jazzovske in zabavne glasbe, pianist
- Nataša Robežnik, zgodovinarka, muzealka
- Robežnik - družina gostilničarjev "pri Žabarju" v Ljubljani